# Mooka
Mooka (japanska: 真岡市?, Mooka-shi), ibland transkriberat som Moka eller Mōka, är en stad i Tochigi prefektur i Japan. Staden fick stadsrättigheter 1954.

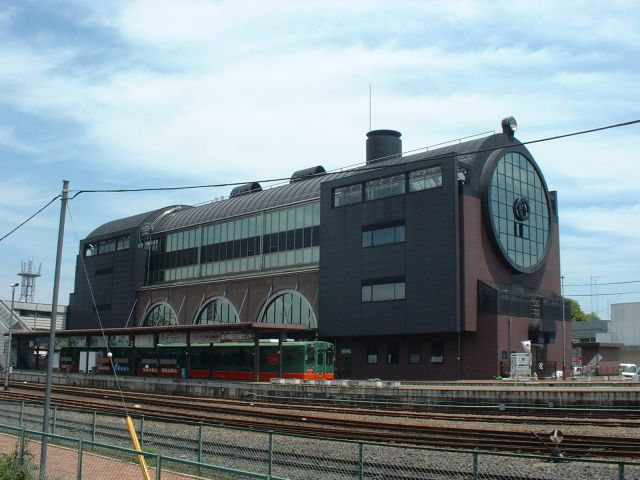
Mōka järnvägsstation